# Batalla de Messines
La Batalla de Messines  va ser una batalla que va tenir lloc al front occidental durant la Primera Guerra Mundial. Va començar el 7 de juny de 1917, quan el segon exèrcit britànic, sota el comandament de Herbert Plume, va llançar una ofensiva a prop de la localitat de Mesene (Messines) a la Província de Flandes Occidental, a Bèlgica. L'objectiu de l'ofensiva va ser unes elevacions que s'estenien des del nord de Messines fins passada la localitat de Wytschaete, que creava una fortificació natural al sud-oest d'Ypres. Un dels elements clau de la batalla va ser la detonació de 19 mines immediatament abans de l'assalt de la infanteria, una tàctica que va desestabilitzar les defenses alemanyes i va permetre l'avanç de les tropes per assegurar els seus objectius d'una manera ràpida. L'atac també va ser preludi d'una tercera batalla d'Ypres de majors dimensions, coneguda com a batalla de Passendale, que va començar l'11 de juliol de 1917.
L'objectiu tàctic britànic era capturar les defenses alemanyes a la carena, que anava des de Ploegsteert Wood (Plugstreet als britànics) al sud, passant per Messines i Wytschaete fins a Mt Sorrel, privant el 4è Exèrcit de la terra alta. La cresta donava vistes dominants de les defenses britàniques i les zones posteriors d'Ypres al nord, des de la qual els britànics pretenien dur a terme l'Operació del Nord, un avanç fins a Passchendaele Ridge i després la captura de la costa belga fins als holandesos. frontera. El Segon Exèrcit tenia cinc cossos, tres per a l'atac i dos al flanc nord que no formaven part de l'operació; El XIV Cos es trobava a la reserva del Quarter General. Les divisions del 4t Exèrcit del Grup Wytschaete (Gruppe Wijtschate, el quarter general del IX Cos de Reserva) van mantenir la carena i més tard van ser reforçades per una divisió del Grup Ypres (Gruppe Ypern).
Els britànics van atacar amb el II Cos Anzac (3a Divisió australiana, Divisió de Nova Zelanda i la 25a Divisió, amb la 4a Divisió australiana en reserva), IX Cos (36è (Ulster), 16è (irlandesa) i 19è (oest). ) i l'11a Divisió (Nord) en reserva) i X Cos (41è, 47è (1/2n Londres) i 23a Divisions amb la 24a Divisió en reserva). El XIV Cos estava en reserva, amb la Divisió de Guàrdia, 1a Divisió, 8a Divisió i la 32a Divisió. Les divisions 30a, 55a (West Lancashire), 39a i 38a (gal·lesa), al II Cos i al VIII Cos, van vigilar el flanc nord i van fer atacs de sondeig el 8 de juny. El Gruppe Wijtschate va mantenir la cresta amb la 204a, 35a, 2a, 3a divisió bavaresa (alleujar la 40a divisió quan va començar l'atac britànic) i la 4a divisions bavareses, amb la 7a divisió i la 1a divisió de reserva de la Guàrdia com a Eingreif (Divisió d'intervenció). La 24a Divisió Saxona, rellevada el 5 de juny, es va precipitar enrere quan va començar l'atac i l'11a Divisió, a la reserva del Gruppe Ypern, va arribar el 8 de juny.
La batalla va començar amb les detonació de dinou mines sota la posició frontal alemanya, que la van devastar i van deixar grans cràters. Un creeping barrage, de 640 m de profunditat, va començar i va protegir les tropes britàniques mentre asseguraven la cresta amb el suport de tancs, patrulles de cavalleria i avions. L'efecte de la guerra de túnels britànica i els bombardejos es va millorar gràcies als avenços en l'estudi d'artilleria, detecció llanternades i el control centralitzat de l'artilleria des del quarter general del Segon Exèrcit. Els atacs britànics del 8 al 14 de juny van avançar la línia del front més enllà de l'antic Sehnenstellung alemany (Chord Position, la línia Oosttaverne als britànics). La batalla va ser un preludi de la Tercera Batalla de Passendale, molt més gran, el bombardeig preliminar de la qual va començar l'11 de juliol de 1917.